# Чернушка Кеферштейна
Чернушка Кеферштейна (Erebia kefersteinii ) — дневная бабочка из семейства бархатниц, вид рода Erebia. Вид назван в честь немецкого энтомолога Георга Адольфа Кеферштейна (1793—1884).

## Описание
Длина переднего крыла 15—17 мм. Основной фон верхней стороны крыльев тёмно-коричневый. Тело чёрного цвета. Внутреннее поле на переднем крыле буровато-оранжевого цвета. Рисунок на верхней стороне крыльев самки сильно размытый. Нижняя сторона крыльев красновато-бурого цвета; светлая перевязь просматривается слабо только на переднем крыле. Половой диморфизм выражен слабо.

## Распространение
Ареал вида простирается от Алтая до Хамар-Дабана. Бабочки населяют высокогорные луга и лесные опушки.

## Биология
Лёт бабочек с конца июня по июль.